# Das fremde Gedächtnis
Das fremde Gedächtnis (Originaltitel: The Schizoid Man) ist die sechste Folge der zweiten Staffel der US-amerikanischen Science-Fiction-Fernsehserie Raumschiff Enterprise – Das nächste Jahrhundert. Sie wurde in den Vereinigten Staaten über Syndication vermarktet und erstmals am 23. Januar 1989 auf verschiedenen Fernsehsendern ausgestrahlt. In Deutschland war sie zum ersten Mal am 25. Mai 1991 in einer synchronisierten Fassung im ZDF zu sehen.

## Handlung
Im Jahr 2365 bei Sternzeit 42437.5 empfängt die Enterprise einen Notruf vom Planeten Gravesworld, auf dem der bedeutende Kybernetiker Ira Graves zurückgezogen lebt. Da kurz darauf ein weiterer Notruf vom Raumschiff Constantinople eintrifft, das über 2000 Kolonisten transportiert, entscheidet Captain Picard, dass dieses Vorrang hat. Die Enterprise beamt ein Außenteam bestehend aus dem zweiten Offizier Data, Counselor Troi, Sicherheitschef Worf und der Ärztin Dr. Selar auf Gravesworld und fliegt dann unverzüglich weiter zur Constantinople.
Der Notruf stammt tatsächlich von Graves’ junger Assistentin Kareen Brianon, die eine rapide gesundheitliche Verschlechterung bei ihm festgestellt hat. Graves selbst ist von den unerwarteten Besuchern nicht sehr begeistert, da er die Gesellschaft von Menschen scheut. An dem Androiden Data zeigt er allerdings großes Interesse und enthüllt, dass er der Mentor von dessen Erschaffer Noonien Soong war. Dr. Selar diagnostiziert bei Graves eine unheilbare Krankheit im Endstadium. Seine letzten Stunden verbringt er zusammen mit Data in seinem Labor und erklärt ihm, dass er daran gearbeitet hat, sein Bewusstsein in einen Computer zu übertragen.
Als die Enterprise ihre Mission abgeschlossen hat und nach Gravesworld zurückkehrt, verlässt Data das Labor und teilt den anderen Mitgliedern des Außenteams mit, dass Graves verstorben ist. Zusammen mit Brianon beamen sie zurück aufs Schiff. Dort ist an Data eine merkwürdige Verhaltensänderung zu bemerken. Er zeigt ein stark emotionales Verhalten und verwendet eine ungewohnt blumige Sprache. Er offenbart Brianon, dass Graves sie geliebt hat, ihr das aber nie sagen konnte. Picard stellt Data wegen seiner Verhaltensänderung zur Rede, der behauptet aber nach einer Selbstdiagnose, dass er völlig normal funktioniere. Dennoch lässt Picard weitere Tests durchführen. Counselor Troi findet bei einer psychologischen Untersuchung heraus, dass in Data zwei Persönlichkeiten existieren, von denen eine dominiert und die andere komplett zu unterdrücken droht. Picard lässt Data daraufhin heimlich überwachen.
Data trifft sich erneut mit Brianon und enthüllt ihr, dass er in Wirklichkeit Graves ist. Er hat sein Bewusstsein nicht in einen Computer, sondern in Data transferiert. Jetzt, wo er einen starken, unsterblichen Androiden-Körper besitzt, steht seinen weiteren Plänen nichts mehr im Weg. Er will nun mit Brianon zusammen sein und bietet ihr an, auch für sie einen künstlichen Körper zu erschaffen. Brianon jedoch weist das Angebot zurück. Graves packt ihre Hand versehentlich zu fest und bricht sie dabei. Aufgewühlt verlässt er den Raum und flieht in den Maschinenraum.
Als Picard ihn dort stellen will, findet er den bewusstlosen Chefingenieur La Forge vor. Picard redet auf Graves ein: Er sei mit der Übernahme von Data zu weit gegangen und habe sich selbst nicht mehr unter Kontrolle. Er füge Menschen Schaden zu, auch denen, die er liebt. Als Picard ihn auffordert, Data freizugeben, schlägt Graves ihn bewusstlos, ist aber gleich darauf von seiner eigenen Tat schockiert.
Als Picard wieder zu sich kommt, wird festgestellt, dass sich Data in seinem Quartier befindet. Picard und La Forge begeben sich dorthin und finden ihn bewusstlos vor. Als sie ihn aufwecken, zeigt er wieder sein gewohntes Verhalten. Brianon entdeckt, dass Graves sich selbst aus Datas Körper in den Schiffscomputer transferiert hat. Dabei wurde allerdings nur sein Wissen übertragen, sein Bewusstsein ging hingegen für immer verloren.

## Verbindungen zu anderen Star-Trek-Produktionen
Die Ereignisse aus dieser Folge wurden in mehreren späteren Star-Trek-Produktionen wieder aufgegriffen:
- Dr. Selar hat hier ihren einzigen Auftritt. Sie wird aber in mehreren weiteren Folgen von Raumschiff Enterprise – Das nächste Jahrhundert erwähnt.
- Eine Szene aus Das fremde Gedächtnis wurde in der als Clipshow konzipierten Folge 2.22 (Kraft der Träume) von Raumschiff Enterprise – Das nächste Jahrhundert aus dem Jahr 1989 wiederverwendet.

## Produktion

### Drehbuch
Der Originaltitel The Schizoid Man geht auf eine Folge der britischen Fernsehserie Nummer 6 aus dem Jahr 1967 zurück, in der es ebenfalls um Identitätsübernahme geht.
Das Drehbuch zu Das fremde Gedächtnis geht auf zwei separate Entwürfe zurück. Der erste von Richard Manning und Hans Beimler mit dem Arbeitstitel Core Dump beinhaltete die Übertragung von Graves’ Bewusstsein in Datas Körper. In dieser Version sollte die Besatzung der Enterprise allerdings frühzeitig davon wissen. Die zweite Version von Tracy Tormé mit dem Arbeitstitel Menage sah vor, dass der Besuch einer Frau auf der Enterprise in Data verschüttete Erinnerungen an seine Zeit auf der Kolonie Omicron Theta hervorholt, da sie dort mit zwei Männern liiert war, deren Erinnerung Data in sich trägt und die zunehmend charakterlich am Androiden in Erscheinung treten sollten. Das Produktionsteam entschied sich schließlich für den Entwurf von Manning und Beimler, der Tormé zur Überarbeitung vorgelegt wurde. Tormé reicherte ihn daraufhin mit Elementen aus seiner Geschichte an, indem er entschied, dass die Besatzung nichts davon wissen sollte, dass der Android das Bewusstsein Graves’ aufgenommen hatte und sich nur verstellt, bis seine wirklichen Charakterzüge unweigerlich zutage treten.
Das eigentliche Ende dieser Folge war so angedacht, dass ein Gespräch zwischen Riker und Picard den Anschein erwecken sollte, Data trage den Riker-Vollbart nun ständig, den er zu Beginn dieser Folge als Zeichen der Würde trägt, woraufhin der Android sich mit einer Picard-Glatze zeigt und wissen möchte, ob dies nun würdevoller sei als der Bart. Diese Szene wurde jedoch ausgelassen, da Paramount davon ausging, der durchschnittliche Zuschauer könne sich nicht an etwas erinnern, was er etwa eine Stunde zuvor gesehen hätte, und somit den Zusammenhang nicht erkennen.

### Darsteller
Für die Rolle des Ira Graves war ursprünglich Patrick McGoohan, Hauptdarsteller der Serie Nummer 6, vorgesehen. Letztlich wurde aber W. Morgan Sheppard engagiert.
Sheppard hat hier seinen ersten Auftritt im Star-Trek-Franchise. Er spielte später auch den klingonischen Kommandanten von Rura Penthe im Spielfilm Star Trek VI: Das unentdeckte Land von 1991, Qatai in Folge 5.14 (Euphorie) von Star Trek: Raumschiff Voyager aus dem Jahr 1999 und den vulkanischen Wissenschaftsminister im Spielfilm Star Trek von 2009.
Als Assistentin von Graves wurde die ehemalige Miss-Teen-USA-Kandidatin Barbara Alyn Woods engagiert. Im deutschen Abspann wird sie fälschlicherweise als Kareen Brianon aufgeführt.
Suzie Plakson, Darstellerin von Dr. Selar, hat hier ihren ersten Auftritt im Star-Trek-Franchise. Sie spielte später auch K’Ehleyr in den Folgen 2.20 (Klingonenbegegnung) und 4.07 (Tödliche Nachfolge) von Raumschiff Enterprise – Das nächste Jahrhundert aus den Jahren 1989 und 1990, eine Q in Folge 3.11 (Die "Q"-Krise) von Star Trek: Raumschiff Voyager aus dem Jahr 1996 und Tarah in Folge 2.15 (Waffenstillstand) von Star Trek: Enterprise aus dem Jahr 2003. Obwohl es Roddenberrys Vorgabe war, dass Vulkanier keine maßgebliche Rolle in der neuen Serie spielen sollten, wird Plakson hier als Vulkanierin präsentiert. Die von Tracy Tormé angedachte Beziehung zwischen der Vulkanierin und Worf entfiel jedoch und wurde erst später durch die standesgemäße Beziehung zu einer Klingonin ersetzt, welche ebenso von Plakson gespielt wurde. Dennoch sollte Tormés Überlegung viel später durch Worfs Beziehung zum Dax-Symbionten in Deep Space Nine Realität werden.

### Musik
Graves pfeift mehrfach die Melodie des Liedes If I Only Had a Heart aus dem Spielfilm Der Zauberer von Oz von 1939.

## Rezeption
Keith DeCandido bewertete Das fremde Gedächtnis 2011 auf tor.com als eine großartige Folge von Raumschiff Enterprise – Das nächste Jahrhundert, die Brent Spiner die Gelegenheit gibt, sein Talent voll zu entfalten. Auch die Schauspielleistung von Sheppard und Plakson wurde von DeCandido gelobt.
Scott Thill bewertete Das fremde Gedächtnis 2012 auf wired.com als eine der schlechtesten Folgen von Raumschiff Enterprise – Das nächste Jahrhundert.